# Alburn del Danubi
L'alburn del Danubi (Alburnus chalcoides) és una espècie de peix cipriniforme de la família dels ciprínids.
Els adults poden assolir els 40 cm de longitud total. Es troba des d'Àustria fins al Kazakhstan.